# Route du Camp-de-Saint-Maur
 (août 2021).
La route du Camp de Saint-Maur est une voie située dans le 12e arrondissement de Paris, en France.

## Origine du nom

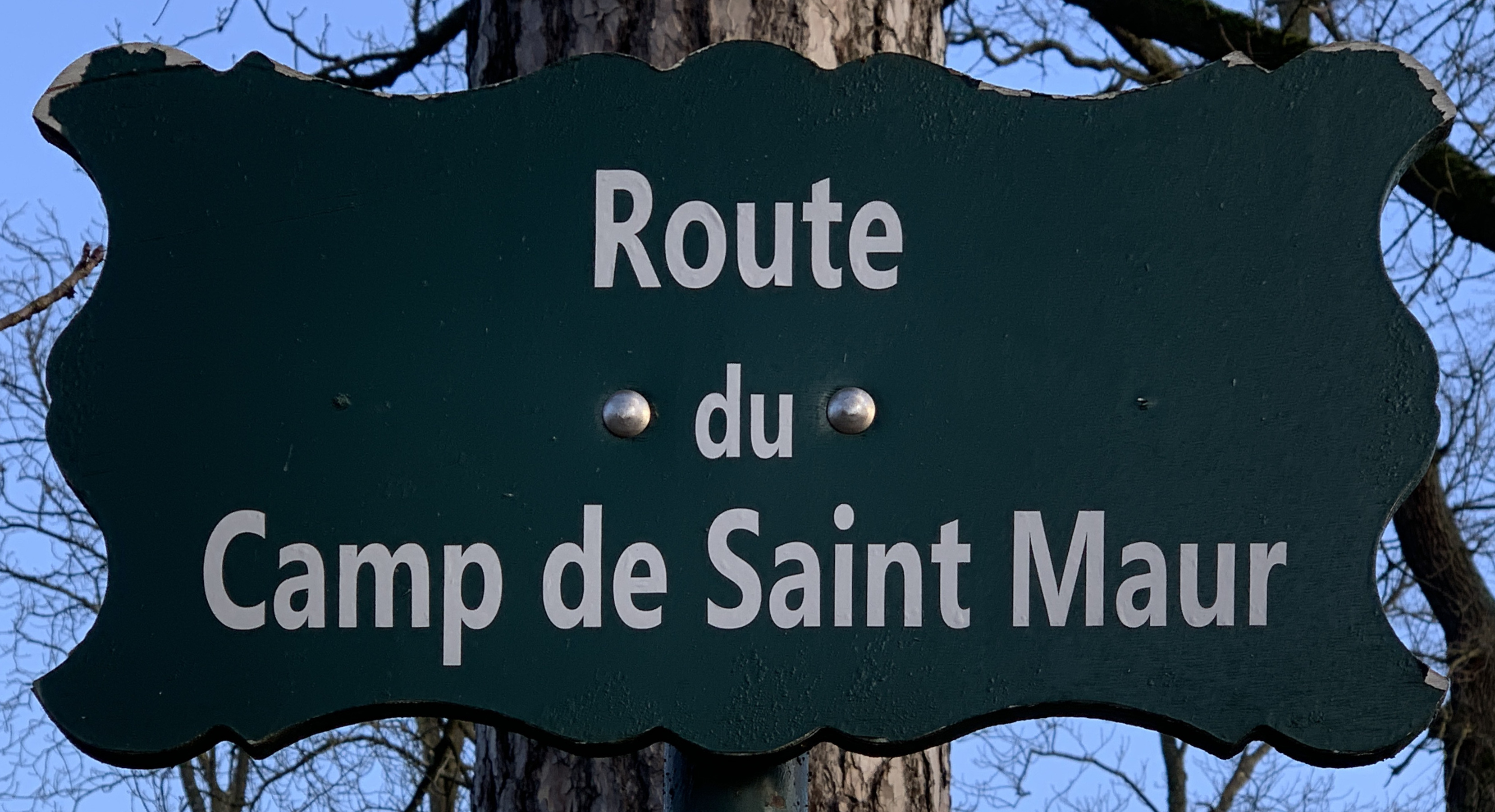
Plaque de la route.